# Baloch Republican Army

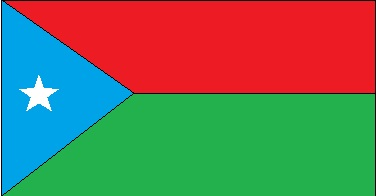
Flagge der Baloch Republican Army

Die Baloch Republican Army (بلوچ ریپبلکن آرمی) war eine bewaffnete Separatistengruppe in Belutschistan, Pakistan. Sie soll angeblich der militante Flügel der Baloch Republican Party, einer marxistischen Organisation in Belutschistan, gewesen sein. Im September 2010 verbot die pakistanische Regierung die Baloch Republican Army.